# Le Rivage oublié
Cet article concerne film américain d'Anthony Harvey. Pour le roman de Kim Stanley Robinson, voir Le Rivage oublié.
Pour plus de détails, voir Fiche technique et Distribution.
Le Rivage oublié (They Might Be Giants) est un film américain d'Anthony Harvey sorti en 1971.
C'est une comédie parodique des films sur Sherlock Holmes.

## Synopsis

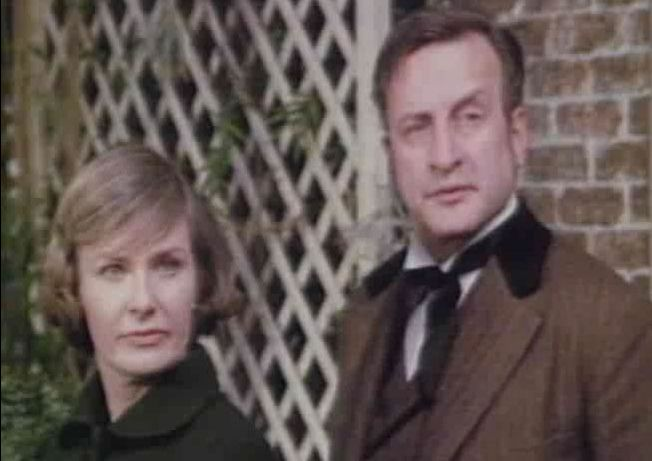
Joanne Woodward et George C. Scott

Justin Playfair se prend pour Sherlock Holmes depuis la mort de sa femme. Lorsque son frère Blevins veut le placer dans un hôpital psychiatrique, Justin se fait remarquer de la psychiatre par son attirail du célèbre détective et son esprit de déduction. 
Lorsque Justin apprend que la psychiatre s'appelle Mildred Watson, il l'entraîne dans un ensemble de péripéties...

## Fiche technique
- Titre original : They Might Be Giants
- Titre français : Le Rivage oublié
- Réalisation : Anthony Harvey
- Scénario : James Goldman, d'après sa pièce
- Direction artistique : John Robert Lloyd
- Décors : Herbert Mulligan
- Costumes : Ann Roth
- Photographie : Victor J. Kemper
- Son : Nathan Boxer
- Montage : Jerry Greenberg
- Musique : John Barry
- Production : John Foreman ; Paul Newman (exécutif)
- Société de production : Newman-Foreman Company
- Société de distribution : Universal Pictures
- Pays de production : États-Unis
- Langue originale : anglais
- Format : couleur (Technicolor) — 35 mm — 1,85:1 — son mono (Westrex Recording System)
- Genre : Comédie policière
- Durée : 98 minutes (la version la plus courante dure 86 minutes)
- Dates de sortie : 
  - États-Unis : 9 juin 1971
  - France : 9 août 1972

## Distribution
- George C. Scott : Justin Playfair
- Joanne Woodward : docteur Mildred Watson
- Jack Gilford : Wilbur Peabody
- Lester Rawlins : Blevins Playfair
- Al Lewis : le messager
- Rue McClanahan : Daisy Playfair
- Ron Weyand : docteur Strauss
- Oliver Clark : M. Small
- Theresa Merritt : Peggy
- Jenny Egan : Miss Finch
- Frances Fuller : Mrs. Bagg
- Sudie Bond : Maud